# Brigitte Wyngaarde
Brigitte Wyngaarde est une cheffe coutumière amérindienne appartenant au groupe Lokono de Guyane. Elle a été nommée cheffe du village de Balaté à Saint-Laurent du Maroni en 1999,,.

## Biographie
En 1999, Brigitte Wyngaarde devient la cheffe coutumière du village de Balaté à Saint-Laurent du Maroni. Elle est mariée et mère de deux enfants. Toute sa famille vit au sein du village de Balaté.  

## Parcours politique
Avant d'être nommée cheffe coutumière du village de Balaté, Brigitte Wyngaarde occupe la fonction de présidente de l'association du village de Balaté. Elle passe ainsi de la présidence de l'association à la position de cheffe coutumière au sein de son village.   
"Brigitte Wyngaarde passe du statut de leader associative à celui de cheffe coutumière, de l'engagement dans le mouvement amérindien à l'entrée en politique, elle en est la principale protagoniste"   

### Développement de la ZDUC de Balaté en 1993
En 1993, elle œuvre notamment pour le développement d'une ZDUC (Zone de développement agricole). Ce projet peut voir le jour grâce aux connexions qu'elle entretient avec les autorités coutumières. L'association de Brigitte Wyngaarde, Habana Lokono, est d'ailleurs toujours gestionnaire de la cession sur laquelle le village est installée.  

### Entrée en politique en 2004
Brigitte Wyngaarde se lance dans la politique au-delà de son village en 2004. Cela fait alors débat parmi les habitants du village de Balaté qui voient sa candidature comme une trahison envers son groupe ethnique : les Lokono. Ils lui reprochent de s'éloigner de la communauté, et de moins participer à la sociabilité du village.   

#### Élections européennes de 2004
Brigitte Wyngaarde se présente aux élections européennes et occupe la tête de liste du parti politique écologique les Verts au niveau régional. L'annonce de sa candidature est faite le 4 avril 2004 par le biais d'un article de presse, à la suite de la réunion du parti des Verts au niveau national et inter-régional dans le cadre des élections. Elle est positionnée en deuxième position sur la liste électorale - la première place étant attribué au guadeloupéen Harry Durimel.    

#### Élections municipales de 2008
Elle participe également aux élections municipales de 2008 en se présentant à Saint-Laurent du Maroni face à Léon Bertrand.    
Finalement, sa tentative d'entrer en politique au-delà du village se solde par un échec : elle ne décroche aucun mandat à l'issue de ces campagnes. Elle souffre probablement d'une discrimination lié à son statut de femme. Stéphane Guyon, politiste enseignant à l'Université de Picardie Jules Verne, et membre du CURAPP et de l'équipe SOGIP, montre dans ses travaux que lui sont reprochées des choses qui ne le sont pas à son adversaire politique, Léon Bertrand. Les débats sont aussi marqués par le sceau de la suspicion d'une influence exercée par son mari métropolitain. Il faut dire également qu'en 2007, Silvio van der Pijl, adjoint au maire de Saint Laurent du Maroni, est élu chef coutumier du village de Ballaté lors d’une élection contestée. Depuis Brigitte Wyngaarde se présente comme ex-cheffe coutumière, tout en contestant le processus par lequel elle a été évincée.    

## Vie associative
Brigitte Wyngaarde est présidente de l'association Hanaba Lokono. Cette association a notamment organisé le séminaire sur la langue arawak qui s'est tenu du 1er au 5 octobre 2013